# 렌필드
《렌필드》(영어: Renfield)는 2023년 개봉한 미국의 초자연 공포 코미디 영화이다. 크리스 매케이가 감독을 맡았으며, 브램 스토커의 소설 《드라큘라》의 인물인 렌필드를 다룬 작품이다.

## 시놉시스
불멸의 삶과 폭발적인 힘의 대가는 악당용 배민이 되는 것?! ‘드라큘라’에게 취업사기를 당하고 24시간 밤낮없이 그에게 순결한 제물을 바치는 직속비서 ‘렌필드’는 남들과 다른 특별한 꼰대 상사에 점차 피폐해져 간다. 그러던 어느 날, 여느 때처럼 ‘드라큘라’에게 바칠 제물을 찾던 중 자신의 인생을 뒤바꿔줄 친구 ‘레베카’를 만나게 되고 지금껏 가슴 한 켠에 숨 죽여 있었던 퇴사의 희망을 발견하게 되는데.. 과연 퇴사 없는 종신계약에서 ‘렌필드’는 벗어날 수 있을까? 슈퍼 을(乙) ‘렌필드’, 자네 꿈이 뭔가? “이 지독한 관계에서 벗어나고 싶어요! 퇴사하겠습니다!”

## 출연진
- 니컬러스 홀트 - 렌필드 역
- 니콜라스 케이지 - 드라큘라 백작 역
- 아콰피나 - 리베카 퀸시 역
- 벤 슈워츠 - 테디 로보 역
- 에이드리언 마티네즈 - 크리스 마르코스 역
- 쇼레 아그다슐루 - 엘라 역
- 베스 라우스 - 케이틀린 역
- 제임스 모지스 블랙 - J. 브라우닝 역